# OpenQA
openQA ist ein Softwaretest-Werkzeug um Betriebssysteme und andere Anwendungen zu testen. Es besteht aus einer (englisch OS-autoinst genannten) Installationsautomatik und einer Weboberfläche für Berichte. Unterstützt werden zahlreiche Linux-Distributionen, FreeBSD sowie OpenIndiana, aber auch Microsoft Windows und MS-DOS. Das System wurde für openSUSE entwickelt. Geprüft wird das gesamte System vom Bootmanager bis zur Installation von Endanwenderprogrammen durch simulierte Eingaben von Maus und Tastatur. Dabei nimmt das System Bildschirmfotos auf und vergleicht diese mit erwarteten Resultaten.